# ببغاء زيتوني الحنجرة
ببغاء زيتوني الحنجرة (بالإنجليزية:  Olive-throated parakeet)‏، المعروف أيضًا باسم الكونيور ذو الحلق الزيتون في تربية الطيور ، هو نوع من الببغاء في عائلة ببغائية . توجد في الغابات والأراضي الحرجية في جامايكا والمكسيك وأمريكا الوسطى ، وتم إدخالها إلى جمهورية الدومينيكان .

## وصف
هذا النوع له حلق بني ، وعيون برتقالية في البالغين وعيون بنية عند الصغار. نداء طيرانها هو صرير صاخب ؛ كما أنه ينطق بأصوات تغريد قاسية وغردات خارقة. التدابير 21.5–24 سنتيمتر (8.5–9.4 بوصة) ويزن 75–85 غرام (2.6–3.0 أونصة) .

## التصنيف والتوزيع

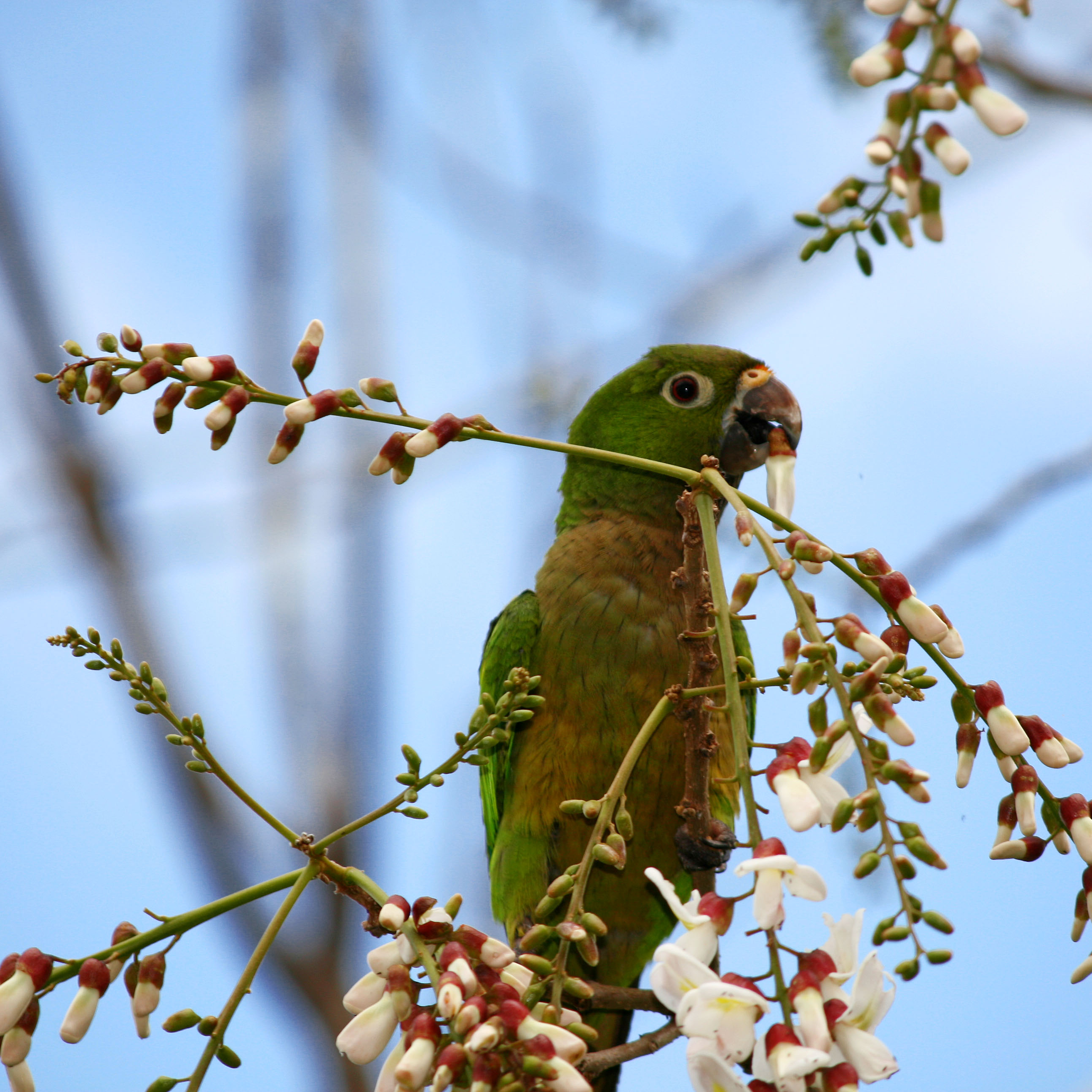
في غواتيمالا

تنقسم الأنواع في مجموعتين منفصلتين على نطاق واسع ، مع وجود سلالات محددة مقصورة على جامايكا، ينتشر في شمال شرق المكسيك عبر شبه جزيرة يوكاتان وعلى طول المنحدر الكاريبي لأمريكا الوسطى ، حتى الجنوب الغربي بنما.
تم اكتشاف الأنواع الفرعية المرشحة مؤخرًا في المناطق النائية من هيسبانيولا أيضًا ، حيث يشير التحليل الجيني إلى أنه ربما تم إدخالها من جامايكا.

## الموطن
يسكن الببغاء التلال المشجرة والمنحدرات الجبلية ، ولكنه يستفيد أيضًا من المناطق المزروعة والأشجار في المناطق الرطبة أو شبه القاحلة حتى الارتفاعات المعتدلة فوق مستوى سطح البحر. هو الأكثر شيوعًا على ارتفاعات حوالي 1,000 متر (3,300 قدم) .

## علم البيئة
يتغذى الببغاء على البراعم والفاكهة وكذلك بعض المحاصيل مما يجعله يعتبر من الآفات في بعض المناطق، يعيش في أعشاش النمل الأبيض الشجرية الموجودة في الأشجار ذات الحجم المتوسط.

## روابط خارجية
- BirdLife species factsheet for Eupsittula nana
- "وسائط عن ببغاء زيتوني الحنجرة". إنترنت بيرد كوليكشن.
- معرض الصور عن ببغاء زيتوني الحنجرة على فيريو (جامعة دركسل)

- خريطة تفاعلية لنطاق انتشار Eupsittula nana على IUCN Red List maps
- تسجيلات صوتية لOlive-throated parakeet على Xeno-canto.